# Liojoppa lucida
Liojoppa lucida är en stekelart som beskrevs av Gyöö Viktor Szépligeti 1908. Liojoppa lucida ingår i släktet Liojoppa och familjen brokparasitsteklar.

## Underarter
Arten delas in i följande underarter:
- L. l. africana
- L. l. ulugurorum
- L. l. ufipae